# Joaquim Molins Gil
Joaquim Molins Gil (1961) és un empresari i alpinista català, membre de la nissaga familiar que gestiona Cementos Molins.
És fill de segon matrimoni de Joaquín Molins Figueres, cofundador de l'empresa. Es porta més de 50 anys amb el seus germans més grans, Joan Molins Ribot i Casimiro Molins Ribot.
Va estudiar als Estats Units. Com a empresari, gestiona les seves inversions mitjançant la cartera Inversiones CM SA.
És President de la Fundació Joaquim Molins Figueras de Mecanotubo i soci de la bodega Castell d’Encús.